# Powervolley Milano 2019-2020
Questa voce raccoglie le informazioni riguardanti la Powervolley Milano nelle competizioni ufficiali della stagione 2019-2020.

## Organigramma societario
Area direttiva
- Presidente: Lucio Fusaro
- Vicepresidente: Ivano Fusaro
- Consigliere delegato: Francesco Ioppolo
- Direttore generale: Fabio Carpita
- Segreteria: Martina Di Tomaso
- Team manager: Romano Bertoldi
- Direttore sportivo: Fabio Lini
- Consulente fiscale: Davide Sbertoli

Area tecnica
- Allenatore: Roberto Piazza
- Allenatore in seconda: Marco Camperi
- Scout man: Paolo Perrone
- Responsabile settore giovanile: Daniele Zaccaria

Area comunicazione
- Responsabile comunicazione: Paolo Tardio
- Addetto stampa: Paolo Tardio
- Fotografo: Alessandro Pizzi
- Responsabile eventi: Martina Di Tomaso

Area marketing
- Biglietteria: Martina Di Tomaso, Alice Rizzetto

Area sanitaria
- Responsabile staff medico: Diego Gaddi
- Medico: Massimiliano Piatti
- Preparatore atletico: Giovanni Rossi
- Assistente preparatore atletico: Gabriele Dedda
- Fisioterapista: Marco Rampazzo, Luca Vergani
- Osteopata: Luca Tonetti

## Rosa
| N° | Nome              | Ruolo | Data di nascita  | Nazionalità sportiva |
| -- | ----------------- | ----- | ---------------- | -------------------- |
| 1  | Nimir Abdel-Aziz  | O     | 5 febbraio 1992  | Paesi Bassi          |
| 2  | Nicolò Hoffer     | L     | 6 maggio 2000    | Italia               |
| 3  | Luka Bašić        | S     | 29 gennaio 1995  | Francia              |
| 4  | Jan Kozamernik    | C     | 24 dicembre 1995 | Slovenia             |
| 5  | Marco Izzo        | P     | 17 novembre 1994 | Italia               |
| 6  | Riccardo Sbertoli | P     | 23 maggio 1998   | Italia               |
| 8  | Aimone Alletti    | C     | 28 giugno 1988   | Italia               |
| 9  | Nemanja Petrić    | S     | 28 luglio 1987   | Serbia               |
| 10 | Fabrizio Gironi   | S     | 18 marzo 2000    | Italia               |
| 11 | Matteo Piano      | C     | 24 ottobre 1990  | Italia               |
| 12 | Linus Weber       | O     | 1º novembre 1999 | Germania             |
| 15 | Aleksandar Okolić | C     | 26 giugno 1993   | Serbia               |
| 17 | Trévor Clévenot   | S     | 28 giugno 1994   | Francia              |
| 18 | Nicola Pesaresi   | L     | 11 febbraio 1991 | Italia               |

## Mercato
| Acquisti | Acquisti          | Acquisti         | Acquisti   |
| R.       | Nome              | da               | Modalità   |
| -------- | ----------------- | ---------------- | ---------- |
| C        | Aimone Alletti    | BluVolley Verona | definitivo |
| C        | Aleksandar Okolić | -                | definitivo |
| S        | Nemanja Petrić    | Belogor'e        | definitivo |
| O        | Linus Weber       | Charlottenburg   | definitivo |

| Cessioni | Cessioni      | Cessioni     | Cessioni   |
| R.       | Nome          | a            | Modalità   |
| -------- | ------------- | ------------ | ---------- |
| C        | Elia Bossi    | Modena       | definitivo |
| S        | Klemen Čebulj | Trentino     | definitivo |
| S/O      | Simon Hirsch  | Callipo      | definitivo |
| S        | Stephen Maar  | Dinamo Mosca | definitivo |

## Risultati

### Superlega

#### Girone di andata
| 1ª giornata - 20 ottobre 2019 PalaPiantanida, Busto Arsizio | Milano             | 0 - 3 | Powervolley Milano | 22-25, 27-29, 21-25               |
| 2ª giornata - 27 ottobre 2019 PalaLido, Milano              | Powervolley Milano | 0 - 3 | Lube               | 22-25, 15-25, 20-25               |
| 3ª giornata - 7 novembre 2019 PalaDeAndré, Ravenna          | Porto Robur Costa  | 0 - 3 | Powervolley Milano | 25-27, 16-25, 20-25               |
| 4ª giornata - 24 ottobre 2019 PalaEvangelisti, Perugia      | Sir Safety Perugia | 0 - 3 | Powervolley Milano | 19-25, 21-25, 22-25               |
| 6ª giornata - 17 novembre 2019 PalaLido, Milano             | Powervolley Milano | 1 - 3 | Trentino           | 25-18, 24-26, 18-25, 21-25        |
| 7ª giornata - 20 novembre 2019 PalaLido, Milano             | Powervolley Milano | 0 - 3 | Modena             | 27-29, 28-30, 20-25               |
| 8ª giornata - 24 novembre 2019 PalaCoccia, Veroli           | Argos              | 1 - 3 | Powervolley Milano | 26-24, 18-25, 17-25, 18-25        |
| 9ª giornata - 4 dicembre 2019 PalaLido, Milano              | Powervolley Milano | 3 - 1 | Callipo            | 22-25, 25-17, 25-19, 25-18        |
| 10ª giornata - 1º dicembre 2019 PalaSanLazzaro, Padova      | Padova             | 3 - 2 | Powervolley Milano | 25-22, 21-25, 19-25, 25-22, 15-10 |
| 11ª giornata - 8 dicembre 2019 PalaLido, Milano             | Powervolley Milano | 3 - 1 | You Energy         | 25-20, 21-25, 25-21, 25-22        |
| 12ª giornata - 15 dicembre 2019 PalaLido, Milano            | Powervolley Milano | 3 - 1 | Top Volley Latina  | 25-18, 24-26, 25-17, 25-22        |
| 13ª giornata - 22 dicembre 2019 PalaOlimpia, Verona         | BluVolley Verona   | 1 - 3 | Powervolley Milano | 23-25, 19-25, 25-17, 17-25        |

#### Girone di ritorno
| 14ª giornata - 26 dicembre 2019 PalaLido, Milano                        | Powervolley Milano | 3 - 0 | Milano             | 25-20, 25-21, 28-26               |
| 15ª giornata - 16 gennaio 2020 PalaCivitanova, Civitanova Marche        | Lube               | 2 - 3 | Powervolley Milano | 23-25, 25-18, 25-13, 23-25, 10-15 |
| 16ª giornata - 19 gennaio 2020 PalaLido, Milano                         | Powervolley Milano | 3 - 0 | Porto Robur Costa  | 25-18, 25-20, 25-18               |
| 17ª giornata - 26 gennaio 2020 PalaLido, Milano                         | Powervolley Milano | 0 - 3 | Sir Safety Perugia | 28-30, 19-25, 25-27               |
| 19ª giornata - 5 febbraio 2020 PalaTrento, Trento                       | Trentino           | 3 - 1 | Powervolley Milano | 19-25, 25-23, 25-22, 25-22        |
| 20ª giornata - 9 febbraio 2020 PalaPanini, Modena                       | Modena             | 3 - 0 | Powervolley Milano | 27-25, 25-14, 25-19               |
| 21ª giornata - 16 febbraio 2020 PalaLido, Milano                        | Powervolley Milano | 3 - 1 | Argos              | 25-20, 25-22, 22-25, 25-16        |
| 22ª giornata - 11 marzo 2020 PalaMaiata, Vibo Valentia                  | Callipo            | -     | Powervolley Milano | annullata                         |
| 23ª giornata - 8 marzo 2020 PalaLido, Milano                            | Powervolley Milano | -     | Padova             | annullata                         |
| 24ª giornata - 14 marzo 2020 PalaBanca, Piacenza                        | You Energy         | -     | Powervolley Milano | annullata                         |
| 25ª giornata - 22 marzo 2020 Palazzetto dello Sport, Cisterna di Latina | Top Volley Latina  | -     | Powervolley Milano | annullata                         |
| 26ª giornata - 29 marzo 2020 PalaLido, Milano                           | Powervolley Milano | -     | BluVolley Verona   | annullata                         |

### Coppa Italia

#### Fase a eliminazione diretta
| Quarti di finale - 23 gennaio 2020 PalaLido, Milano | Powervolley Milano | 0 - 3 | Trentino | 23-25, 19-25, 19-25 |

### Challenge Cup

#### Fase a eliminazione diretta
| Sedicesimi di finale (andata) - 18 dicembre 2019 Centro Pavesi, Milano        | Erzeni             | 0 - 3 | Powervolley Milano | 9-25, 15-25, 7-25          |
| Sedicesimi di finale (ritorno) - 19 dicembre 2019 Centro Pavesi, Milano       | Powervolley Milano | 3 - 0 | Erzeni             | 25-14, 25-11, 25-21        |
| Ottavi di finale (andata) - 29 gennaio 2020 Gradska dvorana Kaštela, Castelli | Mladost Kaštela    | 0 - 3 | Powervolley Milano | 19-25, 20-25, 20-25        |
| Ottavi di finale (ritorno) - 13 febbraio 2020 Centro Pavesi, Milano           | Powervolley Milano | 3 - 0 | Mladost Kaštela    | 25-22, 25-14, 25-16        |
| Quarti di finale (andata) - 5 marzo 2020 Kuressaare Sporthall, Kuressaare     | Powervolley Milano | 3 - 1 | Saaremaa           | 21-25, 25-22, 25-21, 25-18 |
| Quarti di finale (ritorno) - 4 marzo 2020 Kuressaare Sporthall, Kuressaare    | Saaremaa           | 0 - 3 | Powervolley Milano | 21-25, 18-25, 23-25        |
| Semifinali (andata) - ? Centro Pavesi, Milano                                 | Powervolley Milano | -     | Sporting Lisbona   | annullata                  |
| Semifinali (ritorno) - ? Pavilhão João Rocha, Lisbona                         | Sporting Lisbona   | -     | Powervolley Milano | annullata                  |

## Statistiche

### Statistiche di squadra
| Competizione  | Punti | In casa | In casa | In casa | In trasferta | In trasferta | In trasferta | Totale | Totale | Totale |
| Competizione  | Punti | G       | V       | P       | G            | V            | P            | G      | V      | P      |
| ------------- | ----- | ------- | ------- | ------- | ------------ | ------------ | ------------ | ------ | ------ | ------ |
| Superlega     | 36    | 10      | 6       | 4       | 9            | 6            | 3            | 19     | 12     | 7      |
| Coppa Italia  | -     | 1       | 0       | 1       | 0            | 0            | 0            | 1      | 0      | 1      |
| Challenge Cup | -     | 3       | 3       | 0       | 3            | 3            | 0            | 6      | 6      | 0      |
| Totale        | -     | 14      | 9       | 5       | 12           | 9            | 3            | 26     | 18     | 8      |

G = partite giocate; V = partite vinte; P = partite perse